# 309 км (обгінний пункт)
309 км — обгінний пункт Знам'янської дирекції Одеської залізниці на електрифікованій лінії Знам'янка — Користівка між станціями Знам'янка-Пасажирська (9 км) та Пантаївка (9 км). Розташований за кількасот метрів від села Долина Кропивницького району Кіровоградської області.

## Пасажирське сполучення
На обгінному пості 309 км зупиняються приміські поїзди:
| Рух приміських поїздів по обгінному пункту 309 км |                       |                          |
| №                                                 | Маршрут сполучення    | Періодичність курсування |
| 6664                                              | Знам'янка — Кременчук | Щоденно                  |